# Susana Mendes
Susana Mesquita Mendes (Lisboa, 20 de Setembro de 1982) é uma actriz portuguesa.

## Carreira
Aos 15 anos, descobriu que queria ser actriz ao interpretar a alcoviteira no 'Auto da Barca do Inferno' na Escola Secundária Gil Vicente, estabelecimento de ensino que frequentava.
Integrou o grupo de teatro 'A Barraca' e frequentou o curso de teatro da Escola Superior de Teatro e Cinema de Lisboa. Também fez vários workshops de teatro. Durante a sua formação também participou em curtas-metragens e publicidade.
Em 2004, fez parte do elenco de Kiss Me onde interpretou a melhor amiga da protagonista. Tornou-se conhecida através de Floribella, onde interpretou a malvada Delfina.
Para acabar o ano em grande subiu aos palcos com 'O Musical Ri-Fixe' da 'Floribella', que esteve em cena no Coliseu dos Recreios, em Lisboa.
Em 2007, transitou para a 2.ª temporada da série 'Floribella' continuando a interpretar a sua maquiavélica 'Delfina Rebello de Andrade'. Foi indicada para o Globo de Ouro 2006, na categoria de Televisão, de Melhor Vilã. Mas foi Mafalda Vilhena, sua mãe na 'Floribella' que levou o troféu para casa. Em Outubro de 2007, Susana Mendes realizou uma sessão fotográfica para o suplemento 'Moda' da revista 'Caras'.
Em 2008, o seu primeiro projecto foi '2 causas por uma causa', uma campanha de sensibilização à reciclagem e à prevenção do Cancro da Mama. Para tal gravou para um spot publicitário juntamente com outras estrelas da TV. Integrou também o elenco da série da SIC "Cenas do Casamento".
Participou no filme 'Amália - A voz do povo' que um ano mais tarde, em 2009, foi transmitido na televisão pública portuguesa.
Em 2009/10, aparece na telenovela Perfeito Coração. Entra nas séries Cidade Despida e Conta-me Como Foi. É convidada do programa Último a Sair da RTP que simulava um reality-show.
Em 2011/2012, entra em Rosa Fogo. 2013 é o ano da série Hotel 5 Estrelas. Também em 2013, entra na peça O Guru, com encenação de José Pedro Gomes. Segue-se, em 2014, a série Bem-Vindos a Beirais, um sucesso de horário nobre na RTP.
Em 2016 participa na última temporada da novela A Única Mulher (3.ª temporada). Também aparece na série Dentro.

## Trabalhos

### Televisão
| Ano         | Projeto               | Papel                      | Notas                            | Canal |
| ----------- | --------------------- | -------------------------- | -------------------------------- | ----- |
| 2005        | Amigos Como Dantes    | Sofia                      | Elenco Principal                 | RTP1  |
| 2005        | Os Serranos           |                            | Participação Especial            | TVI   |
| 2006 - 2008 | Floribella            | Delfina Rebello de Andrade | Antagonista                      | SIC   |
| 2008 - 2010 | Cenas do Casamento    | Sónia                      | Protagonista                     | SIC   |
| 2009 - 2010 | Perfeito Coração      | Rita Santana               | Elenco Principal                 | SIC   |
| 2010        | Cidade Despida        | Magda Machado              | Elenco Principal                 | RTP1  |
| 2010        | Conta-me como Foi     | Sofia                      | Elenco Principal                 | RTP1  |
| 2011        | Último a Sair         | Ela Própria                | Elenco Principal                 | RTP1  |
| 2011 - 2012 | Rosa Fogo             | Aida Conde                 | Elenco Principal                 | SIC   |
| 2013        | Hotel 5 Estrelas      | Teresa Capello             | Elenco Principal                 | RTP1  |
| 2014 - 2015 | Bem-Vindos a Beirais  | Mercês Ferrão              | Elenco Principal                 | RTP1  |
| 2016        | A Única Mulher        | Benedita Salgado           | Antagonista                      | TVI   |
| 2016        | Dentro                | Cátia                      | Elenco Principal                 | RTP1  |
| 2019        | Desliga a Televisão   | Várias Personagens         | Elenco Principal                 | RTP1  |
| 2020        | Ai A Minha Vida       | Débora                     | Elenco Principal                 | TVI   |
| 2021 - 2023 | Para Sempre           | Anabela Simões Peixoto     | Elenco Principal                 | TVI   |
| 2022 - 2023 | Festa É Festa         | Sofia Aragão               | Protagonista (5.ª temporada)     | TVI   |
| 2022 - 2023 | Festa É Festa         | Sofia Aragão               | Elenco Principal (6.ª temporada) | TVI   |
| 2025        | Carlitos e Henriqueta | Professora Adelaide        | Elenco Principal                 | TVI   |

### Cinema
- 2004 - Kiss Me - Amélia - de António da Cunha Telles
- 2005 - Aqui - Ela- de Emídio Miguel  (curta)
- 2008 - Amália - O Filme - Filipina - de Carlos Coelho da Silva

### Teatro
- 2006 - Musical - RI-FIXE - O Musical Floribella
- 2013 - O Guru, de Henrique Dias/Roberto Pereira, encenação de José Pedro Gomes

### Música
- 2006: Floribella
- 2006: Olhos Pra Mim (single)[4]